# Domaine d'Ueda

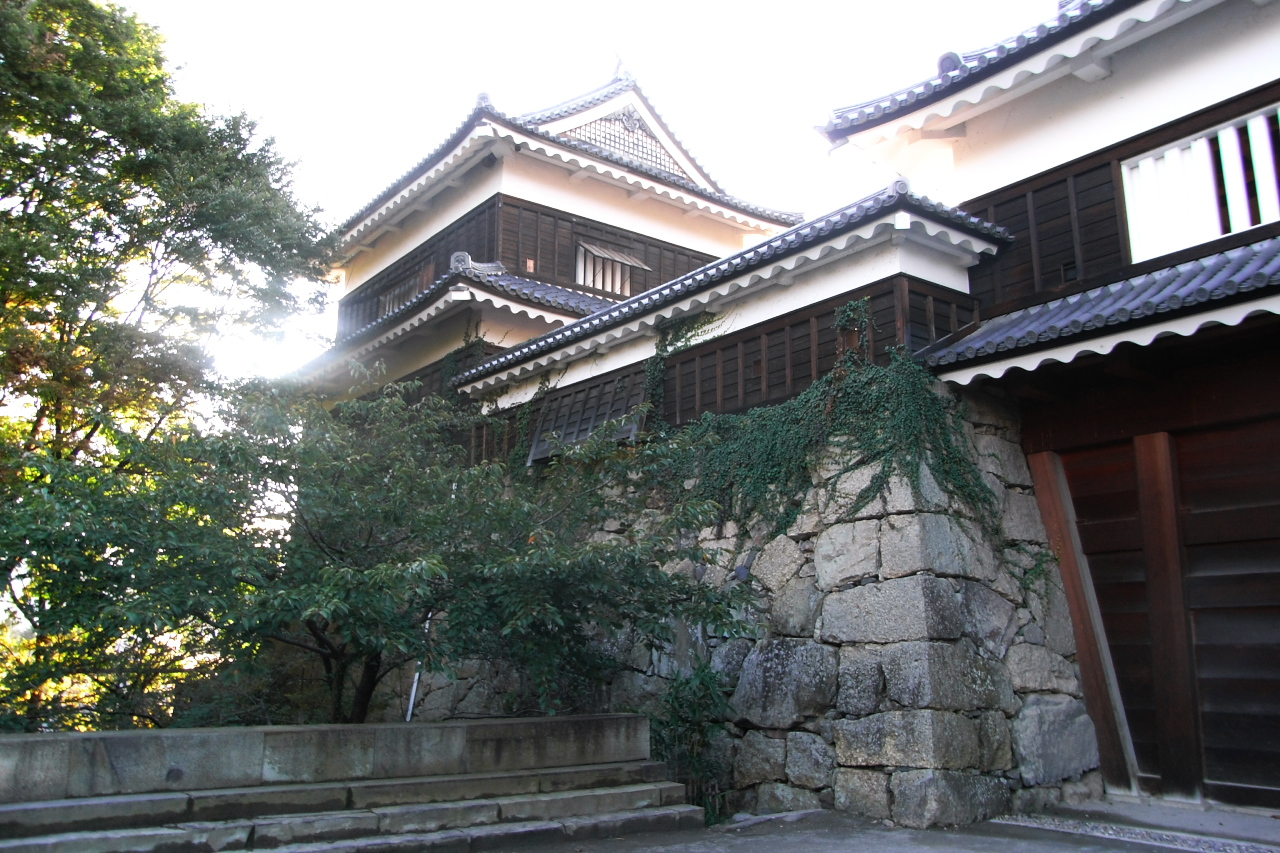
Château d'Ueda, siège administratif du domaine d'Ueda.

Le domaine d'Ueda (棚倉藩, Ueda-han) est un fief féodal japonais de l'époque d'Edo situé dans la province de Shinano (actuelle préfecture de Nagano). Il était dirigé à partir du château d'Ueda dans l'actuelle ville d'Ueda.

## Histoire
Le clan Sanada dirige le district de Chiisagata dans la province de Shinano durant la période Sengoku sous l'autorité du clan Takeda, ainsi que la majeure partie du nord de Shinano et de la province de Kōzuke en tant que vassal de Toyotomi Hideyoshi. Le château d'Ueda est le théâtre de deux batailles entre les Sanada et le clan Tokugawa, en particulier le siège du château d'Ueda en 1600 quand Sanada Masayuki résiste avec 2 000 hommes à l'armée de Tokugawa Hidetada forte de 38 000 hommes pendant tellement longtemps qu'elle arrive en retard à la bataille de Sekigahara. Après l'établissement du shogunat Tokugawa, Sanada Nobuyuki est confirmé en tant que daimyō du domaine d'Ueda, doté d'un revenu de 95 000 koku. Cependant, en 1622, le clan est transféré au domaine de Matsushiro.
Les Sanada sont remplacés à Ueda par Sengoku Tadamasa, anciennement au domaine de Komoro, avec un revenu réduit à 60 000 koku. Cependant, Tadamasa meurt en 1628 avant que ses plans de reconstruction du château d'Ueda ne soient réalisés, et son fils Sengoku Tadatoshi est impliqué dans un différend sur l'arpentage des terres. Le fils de ce dernier, Sengoku Masaakira, réduit le domaine en transférant 2 000 koku à son frère cadet avant d'être muté au domaine d'Izushi dans la province de Tajima en 1706.
Le domaine d'Ueda est ensuite remis à Matsudaira Tadachika avec un revenu augmenté à 58 000 koku. Matsudaira Tadachika sert à de nombreux postes importants au sein de l'administration de Tokugawa Ieshige, dont celui de Kyoto shoshidai de 1717 à 1724 et de rōjū en 1724. Son fils, Matsudaira Tadazane, donne 5 000 koku à son frère cadet, réduisant les revenus du domaine à 53 000 koku. Le clan Matsudaira garde le contrôle du domaine jusqu'à la restauration de Meiji.
Durant la guerre de Boshin, le domaine se range dans le camp impérial et envoie des forces participer à la bataille de Hokuetsu et à la bataille d'Aizu. En juillet 1871, avec l'abolition du système han, le domaine d'Ueda devient brièvement la préfecture d'Ueda qui est absorbée dans la nouvelle préfecture de Nagano. Sous le nouveau gouvernement de Meiji, Matsudaira Tadanari, le dernier daimyō de Suwa, est envoyé étudier à l'université Rutgers aux États-Unis et reçoit le titre de vicomte (shishaku) selon le système de noblesse kazoku.

## Possessions à la fin de l'époque d'Edo
Comme la plupart des domaines japonais, Ueda est composé de plusieurs territoires discontinus dont la valeur kokudaka est fondée sur une estimation périodique du potentiel agricole,.
- Province de Shinano
  - 5 villages dans le district de Sarashina
  - 106 villages dans le district de Chiisagata

## Liste des daimyōs
| #                                       | Nom                             | Règne     | Titre de courtoisie                | Rang de cour            | Kokudaka             | Notes                                 |
| --------------------------------------- | ------------------------------- | --------- | ---------------------------------- | ----------------------- | -------------------- | ------------------------------------- |
| Clan Sanada (tozama) 1600-1622          |                                 |           |                                    |                         |                      |                                       |
| 1                                       | Sanada Nobuyuki (真田信之)      | 1600-1622 | Izu-no-kami (伊豆守)               | 5e inférieur (従五位下) | 95 000 koku          | Transféré au domaine de Matsushiro    |
| Clan Sengoku (tozama) 1622-1706         |                                 |           |                                    |                         |                      |                                       |
| 1                                       | Sengoku Tadamasa (仙石忠政)     | 1622-1628 | Hyōbu-no-daifu (兵部大輔)          | 5e inférieur (従五位下) | 60 000 koku          | Transféré depuis le domaine de Komoro |
| 2                                       | Sengoku Masatoshi (仙石政俊)    | 1628-1669 | Echizen-no-kami (越前守)           | 5e inférieur (従五位下) | 60 000 → 58 000 koku |                                       |
| 3                                       | Sengoku Masaakira (仙石政明)    | 1669-1706 | Echizen-no-kami (越前守)           | 5e inférieur (従五位下) | 58 000 koku          | Transféré au domaine d'Izushi         |
| Clan Matsudara (Fuji) (fudai) 1706-1871 |                                 |           |                                    |                         |                      |                                       |
| 1                                       | Matsudaira Tadachika (松平忠周) | 1706-1728 | Iga-no-kami (伊賀守) ; jijū (侍従) | 4e inférieur (従四位下) | 58 000 koku          | Transféré depuis le domaine d'Izushi  |
| 2                                       | Matsudaira Tadazane (松平忠愛)  | 1728-1749 | Iga-no-kami (伊賀守)               | 5e inférieur (従五位下) | 58 000 koku          |                                       |
| 3                                       | Matsudaira Tadayori (松平忠順)  | 1749-1783 | Iga-no-kami (伊賀守)               | 5e inférieur (従五位下) | 58 000 koku          |                                       |
| 4                                       | Matsudaira Tadamasa (松平忠済)  | 1783-1812 | Iga-no-kami (伊賀守)               | 5e inférieur (従五位下) | 58 000 koku          |                                       |
| 5                                       | Matsidaira Tadasato (松平忠学)  | 1816-1830 | Iga-no-kami (伊賀守)               | 5e inférieur (従五位下) | 58 000 → 53 000 koku |                                       |
| 6                                       | Matsudaira Tadakata (松平忠固)  | 1830-1858 | Iga-no-kami (伊賀守) ; jijū (侍従) | 4e inférieur (従四位下) | 53 000 koku          |                                       |
| 7                                       | Matsudaira Tadanari (松平忠礼)  | 1858-1871 | Iga-no-kami (伊賀守)               | 5e inférieur (従五位下) | 53 000 koku          | Gouverneur du domaine                 |